# Птуй (община)
Община Птуй (словен. Mestna občina Ptuj) — одна з общин Словенії. Адміністративним центром є місто Птуй.
Птуй є найстарішим документально засвідченим містом у Словенії. У місті багато малих і середніх підприємств, які працюють у сфері туризму.

## Населення
У 2011 році в общині проживало 23693 осіб, 11516 чоловіків і 12177 жінок. Чисельність економічно активного населення (за місцем проживання), 8989 осіб. Середня щомісячна чиста заробітна плата одного працівника (EUR), 864,11 (в середньому по Словенії 987.39). Приблизно кожен другий житель у громаді має автомобіль (51 автомобілі на 100 жителів). Середній вік жителів склав 42,9 роки (в середньому по Словенії 41.8). 